# Армани, Джорджо

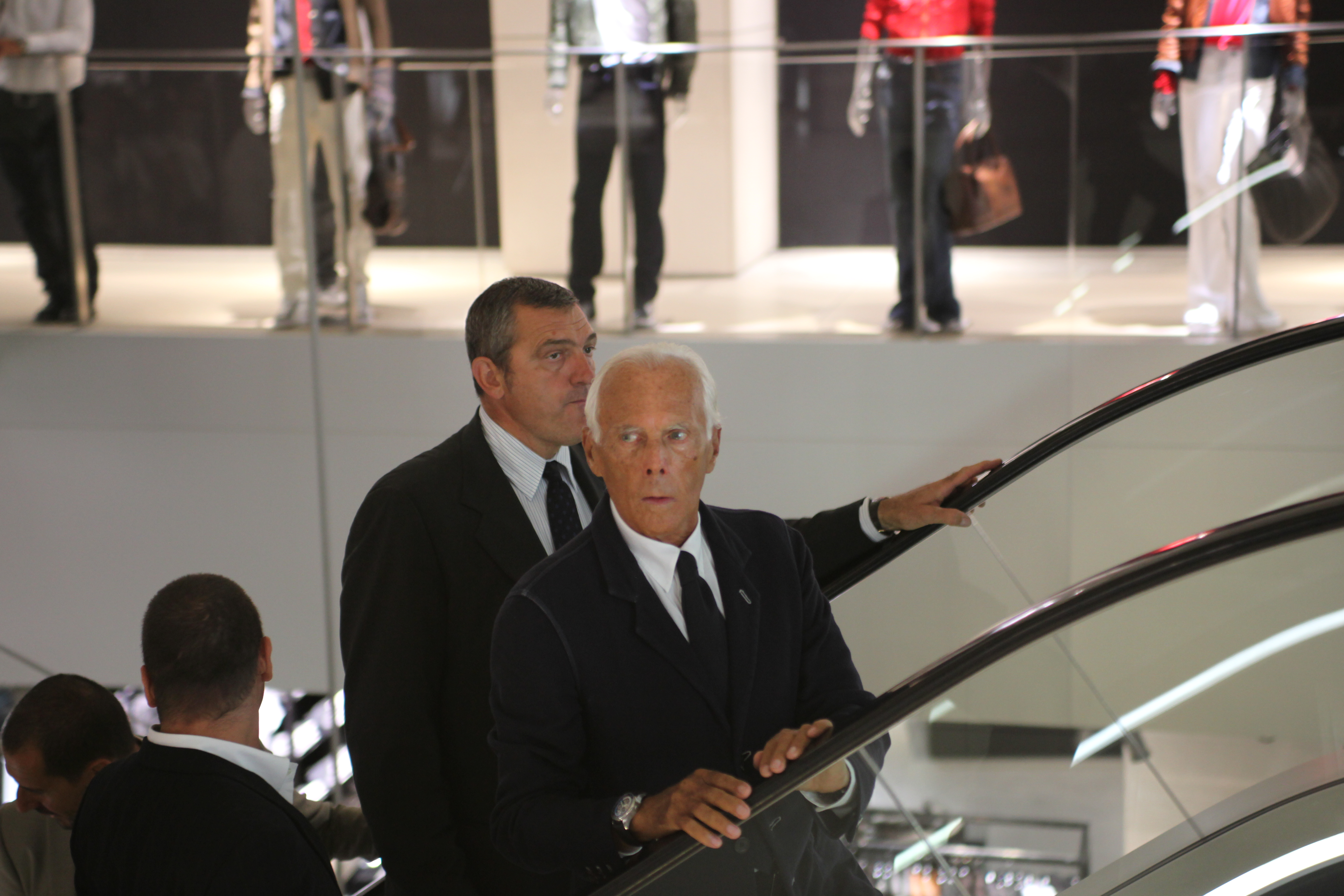

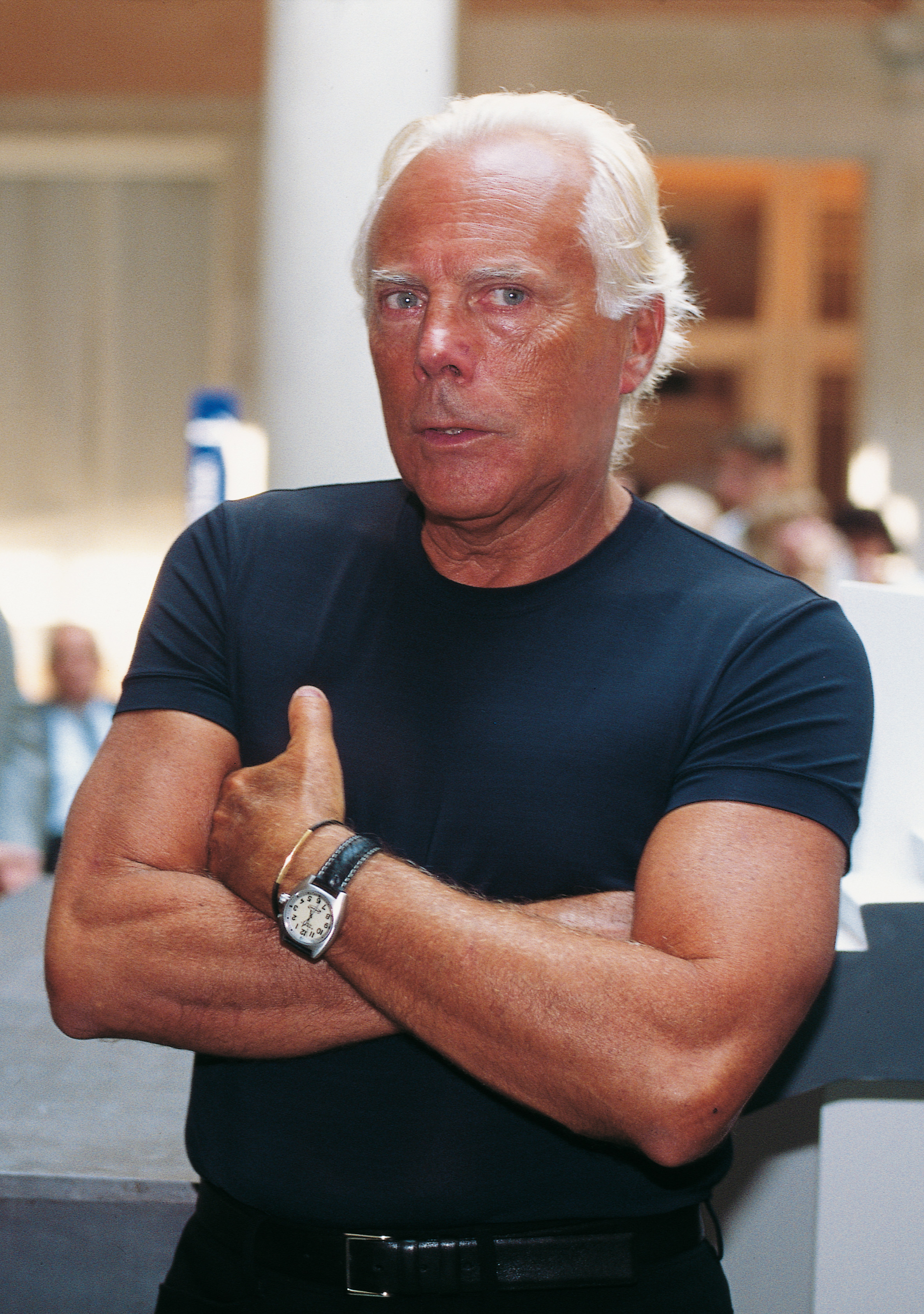
Джорджо Армани в сентябре 1997

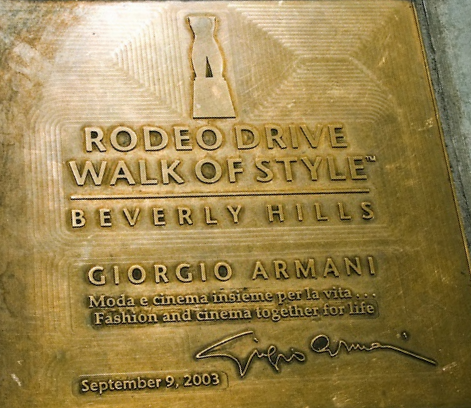
В честь Джорджо Армани, Беверли-Хиллз

Джо́рджо Арма́ни (иногда также — Джорджио Армани; итал. Giorgio Armani; род. 11 июля 1934, Пьяченца, Италия) — итальянский модельер и предприниматель, основатель компании Armani, один из богатейших людей Италии.

## Биография
Родился 11 июля 1934 года в североитальянском городе Пьяченца.
Отец Уго Армани (ум. 1962) был служащим в фашистской администрации, а также футболистом сначала в «Спортивной ассоциации плюща» (Триест), затем в Пьяченце. Мать была особо значимой фигурой в жизни сына. Будучи домохозяйкой, она также была спортивной, вела активную жизнь, руководила летним лагерем и нередко принимала в своём доме других детей.
Джорджо воспитывался вместе со старшим братом Серджо и младшей сестрой Розанной. У него также была старшая сестра Сильвана, которая умерла за семь месяцев до его рождения. Учился в средней школе Liceo Scientifico Respighi. Родители Армани любили театр и иногда водили туда детей — но больше на него повлияло кино, куда он ходил каждые выходные.
В 1949 году он переехал с семьей в Милан. В этом городе в 1953 году он окончил среднюю школу имени Леонардо да Винчи. Прочитав роман Арчибальда Кронина «Цитадель», Армани увлёкся медициной и после окончания школы поступил на медицинский факультет Миланского университета— однако после двух лет учёбы передумал становиться врачом и забрал документы. Некоторое время Джорджо работал помощником фотографа, затем пошёл служить в армию. Вернувшись с военной службы, он устроился подсобным рабочим в крупный миланский универмаг «Ринашенте», где работал в 1957—1964 годах. Довольно быстро его сначала повысили до оформителя витрин, а затем перевели в штат закупщиков одежды.
В 1961 году Армани стал ассистентом модельера Нино Черутти. В его компании по выпуску мужской одежды «Хитман» Армани работал над шитьём, кроем и построением лекал в течение следующих шести лет, после чего некоторое время работал стилистом у таких модельеров как Унгаро и Дзенья. Начиная с 1970 года создавал модели одежды для нескольких итальянских марок.
В 1974 году[уточнить] Джорджо Армани впервые представил коллекцию под собственным именем. В 1975 году друг Армани, архитектор Серджо Галеотти (итал. Sergio Galeotti; 1940—1985) уговорил его открыть свою компанию и взял на себя её финансовое руководство. В 1980—1981 годах были созданы подразделения Giorgio Armani USA, Emporio Armani и Armani Jeans.
1982 году, подписав соглашение с корпорацией L’Oreal, компания Giorgio Armani S.p.A. выпустила первый женский парфюм Armani Le Parfum, а затем мужской Armani Eau Pour Homme. Линейка парфюма под брендом Армани непрерывно расширяется.
В 1989 году открыл свои магазины в Лондоне. В 2005 году запустил собственную линию одежды от кутюр — Armani Privé.
В начале 2000-х годов оказывал помощь афганским беженцам. 28 мая 2002 года во время концерта «Лучано Паваротти и друзья» Армани был торжественно объявлен послом доброй воли комитета ООН по вопросам беженцев.
В 2016 году Джорджо Армани заявил о своём намерении отказаться от натурального меха в пользу окружающей среды и диких животных.

### Личная жизнь
С конца 1960-х годов Армани связывали личные отношения с архитектором Серджо Галеотти (1945—1985), с которым они вместе основали компанию Giorgio Armani. Модельеру принадлежат виллы в Форте-деи-Марми, Сен-Тропе и на острове Пантеллерия. По словам сестры Розанны, он ведёт замкнутый образ жизни и у него нет друзей.

## Работа в кино
Джорджо Армани был художником по костюмам фильмов «Американский жиголо», «Утешение незнакомцев», «Неприкасаемые», «Матрица» и «Молодой Папа».

## Спорт

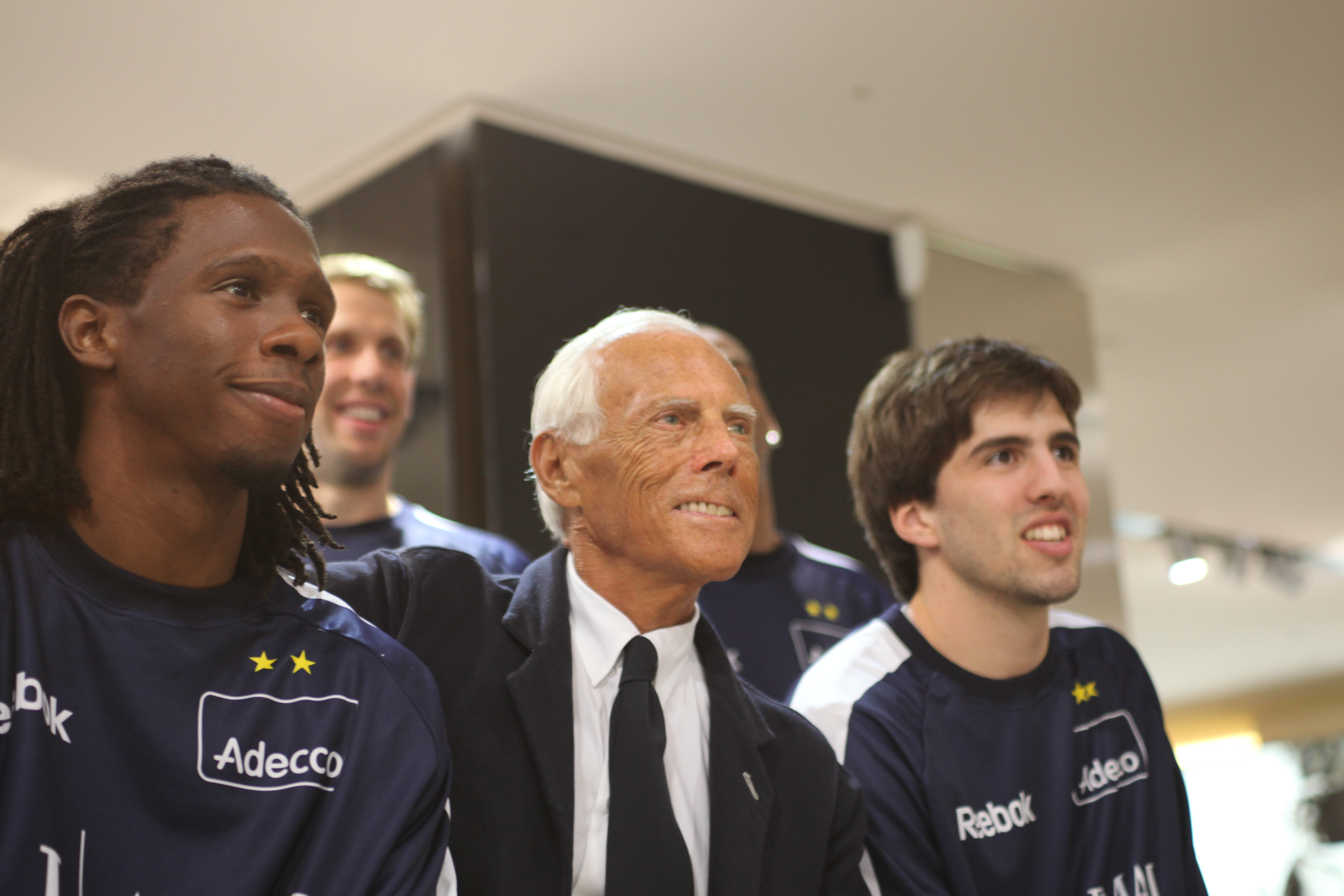
Джорджо Армани в 2009 году вместе с некоторыми игроками Олимпия Милан

Армани — президент баскетбольной команды «Олимпия Милан». Он разрабатывал форму для британских спортсменов, игроков клуба «Челси», форму итальянских знаменосцев для церемонии открытия зимних Олимпийских игр в Турине (2006). Является другом баскетбольного тренера, президента клуба НБА «Майами Хит» Пэта Райли.

## Награды
- Кавалер Большого креста ордена «За заслуги перед Итальянской Республикой» (26 ноября 2021)
- Великий офицер ордена «За заслуги перед Итальянской Республикой» (10 октября 1986)
- Командор ордена «За заслуги перед Итальянской Республикой» (27 декабря 1985)
- Кавалер ордена Почётного легиона (2008)

## Состояние
Армани — совладелец отеля, занимающего с 1 по 39-й этажи дубайского небоскрёба Бурдж-Халифа, самого высокого здания в мире, а также владелец собственной гостиницы в Милане. С состоянием в 8,5 миллиардов долларов он является одним из богатейших людей Италии и занимает 131 строчку в рейтинге богатейших людей планеты по версии журнала «Форбс».